# Phyxium scorpioides
Phyxium scorpioides là một loài bọ cánh cứng trong họ Cerambycidae.